# 演说家
演说家（英語：或），也称演讲家，指的是善于公开演讲的人。

## 历史
在古罗马，公开演讲（Ars Oratoria）是一种专业能力（尤其是对政治家和律師来说）。鉴于古希腊人一直被认为是这方面的专家，罗马贵族家庭常常将自己家的儿子送入希腊著名的演说大师门下学习演讲技巧（比如尤利烏斯·凱撒）。在19世纪，包括马克·吐温、查尔斯·狄更斯和罗伯特·格林·英格索尔上校在内的多位演说家对当时的大众文化贡献巨大。